# Waalse verkiezingen 2009
Op zondag 7 juni 2009 werden in Wallonië verkiezingen voor het Waals Parlement gehouden. Deze verkiezingen werden gelijktijdig met de verkiezingen voor het Brusselse hoofdstedelijke gewest en voor het Vlaamse gewest en met de Europese verkiezingen gehouden.
In de verkiezingscampagne ontstond er een felle strijd tussen de twee coalitiepartijen PS en MR, die beide ook in de federale regering zitten. De twee partijen willen de grootste partij worden in Wallonië. MR-politicus Didier Reynders zei tijdens de campagne dat aantal PS-politici te mijden zijn, "Un certain nombre de socialistes sont désormais infréquentables". Later gaf ook de PS aan elke alliantie met de MR uit te sluiten. In de peilingen kwam ook de groene partij Ecolo in de buurt van de twee rivaliserende bestuurspartijen.

## Uitslagen
| Partij               | Partij               | Partij               | 2009      | 2009  | 2009   | 2004      | 2004  | 2004   | verschil | verschil | verschil |
| Partij               | Partij               | Partij               | stemmen   | %     | zetels | stemmen   | %     | zetels | stemmen  | pp       | zetels   |
| -------------------- | -------------------- | -------------------- | --------- | ----- | ------ | --------- | ----- | ------ | -------- | -------- | -------- |
|                      | PS                   | lijsten              | 657.803   | 32,77 | 29     | 727.781   | 36,91 | 34     | -69.978  | -4,14    | -5       |
|                      | MR                   | lijsten              | 469.792   | 23,41 | 19     | 478.999   | 24,29 | 20     | -9.207   | -0,88    | -1       |
|                      | CdH                  | lijsten              | 323.952   | 16,14 | 13     | 347.348   | 17,62 | 14     | -23.396  | -1,48    | -1       |
|                      | Ecolo                | lijsten              | 372.067   | 18,54 | 14     | 167.916   | 8,52  | 3      | 204.151  | 10,02    | 11       |
|                      | FN                   | lijsten              | 57.374    | 2,86  | 0      | 160.130   | 8,12  | 4      | -102.756 | -5,26    | -4       |
|                      | Overige              |                      | 126.050   | 6,28  | 0      | 89.531    | 4,54  | 0      | 36.519   | 1,74     | 0        |
| Totaal Geldig        | Totaal Geldig        | Totaal Geldig        | 2.007.038 | 100,0 | 75     | 1.971.705 | 100,0 | 75     | 35.333   | 1,79     |          |
| Blanco & Ongeldig    | Blanco & Ongeldig    | Blanco & Ongeldig    | 166.863   | 7,68  |        | 140.167   | 6,64  |        | 26.696   | 1,04     |          |
| Totaal Stemmen       | Totaal Stemmen       | Totaal Stemmen       | 2.173.901 | 100   |        | 2.111.872 | 100   |        | 62.029   | 0        |          |
| Absenteïsme          | Absenteïsme          | Absenteïsme          | 268.796   | 11,00 |        | 247.575   | 10,49 |        | 21.221   | 0,51     |          |
| Ingeschreven Kiezers | Ingeschreven Kiezers | Ingeschreven Kiezers | 2.442.697 | 100   |        | 2.359.447 | 100   |        | 83.250   | 0        |          |